# Dru Drury
Dru Drury (ur. 4 lutego 1725, zm. 15 grudnia 1803) /'drju:(ə)ri/ – brytyjski entomolog, jeden z największych w swoich czasach.

## Życiorys
Urodził się w londyńskim Wood Lane (zob. stacja White City). Jego ojciec zajmował się wyrobami ze srebra. Dru zastąpił ojca w 1748 i pracował do 1789. Równocześnie zajmował się kolekcjonowaniem owadów. W latach 1780–1782 był prezesem Society of Entomologists of London. Kiedy miał już zapewniony byt i miał więcej czasu mógł całkowicie poświęcić się entomologii. Zmarł w Turnham Green i został pochowany na cmentarzu St. Martin-in-the-Fields.
W latach 1770–1787 opublikował trzy tomy Illustrations of Natural History, wherein are exhibited upwards of 240 figures of Exotic Insects, który był później poprawiony i wydany pod zmienionym tytułem Illustrations of Exotic Entomology w 1837.
Drury był też zapalonym kolekcjonerem owadów, a jego zbiory zawierały ponad 11 tysięcy okazów.